# Hossam Shabat
Hossam Shabat (en árabe: حسام شبات‎; Beit Hanun, 10 de octubre de 2001 – Beit Lahia, 24 de marzo de 2025) fue un periodista palestino que informó sobre la guerra de Gaza como corresponsal de Al Jazeera Mubasher y también colaboró con Drop Site News.
Shabat fue asesinado por un ataque aéreo israelí el 24 de marzo de 2025, después de que Israel rompiera unilateralmente el alto el fuego establecido en enero de 2025 al reanudar los ataques aéreos sobre Gaza. Shabat y otro periodista palestino, Mohammed Mansour, también asesinado por el ejército israelí el 24 de marzo, se encontraban entre los al menos 221 periodistas y trabajadores de los medios de comunicación que han muerto en la guerra de Gaza.

## Biografía
Shabat nació en 2001 en Beit Hanun. Era residente de la ciudad de Gaza y, antes del conflicto, aspiraba a fundar una empresa de medios y marketing y lograr estabilidad financiera. También trabajaba en el sector hotelero, siendo propietario de un restaurante que posteriormente fue destruido durante la guerra. En el momento del inicio del conflicto se preparaba para comenzar su tercer año de estudios en Tecnologías de la Comunicación, además era miembro del consejo municipal de jóvenes de Beit Hanun.
Tras el inicio de la guerra en Gaza, documentó sus efectos en el norte de la Franja en redes sociales (lo seguían casi 600 000 personas en Instagram) como fotoperiodista y, posteriormente, en televisión para Al Jazeera Mubasher. Perdió su hogar, el restaurante familiar y a decenas de familiares en los bombardeos israelíes, y su familia huyó al sur, mientras que él permaneció en el norte.
En octubre de 2024, las Fuerzas de Defensa de Israel (FDI) lo acusaron de ser, al igual que otros cinco periodistas del medio catarí que cubrían el asedio del norte de Gaza, francotirador de Hamás y la Yihad Islámica Palestina. Al Jazeera negó estas acusaciones y las calificó como basadas en «pruebas fabricadas», al igual que el propio periodista, que escribió: «Este flagrante intento de convertirnos, los últimos testigos en el norte, en objetivos es un claro intento de justificar preventivamente nuestro asesinato». El diario estadounidense The New York Times indicó que esta acusación, cuya veracidad no ha podido establecerse, forma parte de una campaña más amplia del ejército israelí contra Al Jazeera, a la que acusa de ser afín a Hamás. El Comité para la Protección de los Periodistas (CPJ) condenó las acusaciones del ejército israelí, a las que consideraba infundadas.
Israel ya había asesinado a Ismail al-Ghoul, otro periodista de Al Jazeera en Gaza al que había acusado de ser miembro de Hamás, en un ataque aéreo a finales de julio de 2024. Reporteros sin Fronteras afirmó que los documentos publicados por el ejército israelí sobre Shabat «carecían gravemente de pruebas de que estos periodistas estuvieran afiliados al ejército y de ninguna manera tenían licencia para matar». Añadió que las acusaciones contra Shabat formaban parte de un «patrón demasiado común que alimenta la masacre sin precedentes de periodistas que está ocurriendo en Gaza».
Alrededor del 27 de octubre de 2024, Shabat describió la vida de un periodista en Gaza como la de alguien «perseguido». Shabat enfrentó numerosos desafíos, como el desplazamiento de su hogar en Beit Hanun, amenazas del ejército israelí, la destrucción del restaurante de su familia y la pérdida de treinta familiares asesinados por ataques israelíes. A pesar de estas dificultades, continuó con su trabajo periodístico, a menudo sufriendo hambre, durmiendo en la calle y viviendo en centros de acogida.

## Asesinato
Hossam Shabat fue asesinado el 24 de marzo de 2025 por el ejército israelí en un ataque con drones contra su vehículo cerca de Beit Lahia. Imágenes de la agencia AFP mostraban que el vehículo en el que viajaba, que llevaba el logotipo de la prensa y televisión, así como el logotipo del canal, recibió un impacto directo en la parte trasera, y el cuerpo del periodista fue encontrado tendido en el suelo cerca. Su asesinato fue condenado por el Comité para la Protección de los Periodistas (CPJ) y Reporteros Sin Fronteras (RSF); este último grupo afirmó que «las acusaciones del ejército israelí publicadas en octubre de 2024 contra Hossam Shabat no pueden en modo alguno justificar este asesinato y se basan en documentos que de ninguna manera prueban que este periodista estuviera afiliado a Hamás».
Al día siguiente, las Fuerzas de Defensa de Israel (FDI) confirmaron que habían atacado deliberadamente a Shabat, afirmando que «durante la guerra, Shabat perpetró ataques y participó en actividades terroristas contra las fuerzas de las FDI y ciudadanos del Estado de Israel. Esto constituye una prueba más del uso de terroristas de Hamás por parte de la cadena de medios Al Jazeera». Las FDI no proporcionaron ninguna prueba para apoyar la afirmación de que Shabat había atacado a tropas de las FDI o a civiles israelíes. Preguntado por la agencia EFE sobre pruebas de esta actividad, las FDI se limitaron a referirse al comunicado sin aportar más información. Es el 206 periodista palestino asesinado por el ejército israelí desde el comienzo de la guerra de Gaza.
Después de su muerte el equipo responsable de sus cuentas en X e Instagram publicó el último mensaje del periodista:

Si estás leyendo esto significa que me mataron, lo más probable es que fui un objetivo de las fuerzas de ocupación israelíes. Cuando todo esto empezó, tenía solo 21 años, era un estudiante universitario con sueños como cualquiera. Durante los últimos 18 meses, he dedicado cada momento de mi vida a mi pueblo. Documenté los horrores en el norte de Gaza momento a momento, decidido a mostrar al mundo la verdad que intentaban ocultar. Dormí en aceras, en escuelas, en tiendas de campaña, dondequiera que pudiera. Cada día era una batalla por la supervivencia. Sufrí hambre durante meses, pero nunca abandoné a mi pueblo. Dios sabe que cumplí con mi deber como periodista, lo arriesgué todo para informar la verdad, y ahora por fin estoy descansando, algo que no he conocido en 18 meses.

En 2024, Israel ocupó el primer puesto como el país que más asesinó a periodistas, con un total de 85 profesionales de la información muertos. Esta cifra supuso más del 70 % de las muertes de periodistas en 2024.